# 내장초등학교
내장초등학교는 대한민국 전북특별자치도 정읍시 금붕동에 있는 공립 초등학교이다.

## 학교 연혁
- 1936년 5월 15일 내장공립보통학교 개교
- 1938년 4월 1일 내장공립심상소학교로 개칭
- 1941년 4월 1일 내장공립국민학교로 개칭
- 1954년 5월 17일 재개교
- 1981년 3월 5일 병설유치원 개원
- 1996년 3월 1일 내장초등학교로 개칭
- 2009년 5월 19일 전면 개축공사 준공
- 2019년 7월 25일 컴퓨터실 노후 환경 개선
- 2020년 10월 돌봄교실 리모델링
- 2022년 2월 11일 제78회 졸업식 - 16명(총 3991명)
- 2022년 3월  2일 초등학교 7학급(88명, 유치원 1학급) 편성
- 2022년 9월  1일 제 26대 이순자 교장선생님 취임

## 참고 자료
- 내장초등학교 - 한국교육학술정보원 학교알리미